# Isaac Newtons kanonkula

Kanonkula måste avfyras i rätt fart (C och D) för att gå i omloppsbana. Om den får för låg fart (A och B) landar den på Jorden igen. Får den för hög fart (E) försvinner den ut i rymden.

Isaac Newtons kanonkula är ett tankeexperiment som Isaac Newton beskrev 1687 för att förklara Månens omloppsbana runt Jorden. Han menade att om man avlossar en kanonkula från en bergstopp i tillräckligt hög hastighet, kommer kanonkulan aldrig landa på Jorden igen, och om farten blir rätt gå in i omloppsbana. Om den får för hög hastighet försvinner den i stället ut i rymden.
Teorin publicerades 1728 i A Treatise of the System of the World.

### Fotnoter
1. ↑  ”Kan man slå en golfboll i omloppsbana runt månen?”. Illustrerad vetenskap. 1 november 2007. Arkiverad från originalet den 13 november 2014. https://web.archive.org/web/20141113001452/http://illvet.se/universum/kan-man-sla-en-golfboll-i-omloppsbana-runt-manen. Läst 12 november 2014.